# Marsilea vestita
Marsilea vestita es un helecho acuático, miembro de la familia Marsileaceae. El nombre del género (Marsilea), fue dado en honor al botánico y naturalista italiano Luigi Ferdinando Marsigli, quien vivió de 1658 a 1730.
Pese a que es un nombre común para esta planta, Marsilea vestita no es una especie de trébol (Trifolium), por lo que no se trata de una planta de tréboles de cuatro hojas.

## Clasificación y descripción
Rizoma: rastrero, solo se presentan raicillas en los nodos; pecíolo: de 2 a 20 cm de largo; raquis: no presente; pinnas: cuatro, simples con forma deltoide; soros: se presentan de 14 a 20 en una estructura independiente llamada esporocarpo; indusio: no presente.

## Distribución
Desde el suroeste de Canadá, oeste de Estados Unidos, México, hasta Perú.

## Ambiente
Es un helecho acuático, vive en cuerpos de agua temporales o permanentes, estanques, charcos y lagos.

## Estado de conservación
En México no se encuentra en ninguna categoría de protección de la NOM059. Tampoco está en alguna categoría en la lista roja de la IUCN (International Union for Conservation of Nature). Ni en CITES (Convención sobre el Comercio Internacional de Especies Amenazadas de Fauna y Flora Silvestres).